# Calico M950
Le Calico M950 est un pistolet semi-automatique fabriqué par Calico Light Weapons Systems. Il est approvisionné par un magasin hélicoïdal.